# Приключения барона Мюнхгаузена
«Удивительные путешествия на суше и на море, военные походы и весёлые приключения барона фон Мюнхгаузена, о которых он обычно рассказывает за бутылкой в кругу своих друзей» (нем. Wunderbare Reisen zu Wasser und zu Lande. Feldzüge und lustige Abenteuer des Freiherrn von Münchhausen, wie er dieselben bei der Flasche im Zirkel seiner Freunde selbst zu erzählen pfleg), на русском языке обычно сокращённо называемая «Приключения барона Мюнхгаузена» — книга немецких писателей Готтфрида Августа Бюргера и Рудольфа Эриха Распе, опубликованная в 1786 году.  
Книга состоит из фантастических рассказов от имени главного героя — барона Мюнхгаузена, действительно жившего в Германии в начале XVIII века, затем служившего в Российской империи и вернувшегося впоследствии на родину. «Приключения барона Мюнхгаузена» основаны на ряде анонимных текстов, включающих разные истории о приключениях барона, впоследствии обработанных Эрихом Распе и несколько раз издававшихся на английском языке. В 1786 году эти истории были объединены под названием «Приключения барона Мюнхгаузена». Немецкий поэт Готтфрид Август Бюргер на протяжении 1776—1779 годов перевел произведение Распе на немецкий язык, несколько переработав его и включив в него несколько рассказов от себя, которые с тех пор считаются неотъемлемой составляющей приключений барона Мюнхгаузена.
На русский язык книга была переведена Н. П. Осиповым в 1791 году под названием «Не любо не слушай, а лгать не мешай». До революции вышел ещё ряд переводов, в частности, Екатерины Песковской. Широкую известность и популярность приобрёл детский пересказ Корнея Чуковского, впервые изданный в 1928 году. Чуковский упростил тяжело выговаривающуюся фамилию «Мюнхгаузен» до более простой «Мюнхаузен». Оригинальная книга состоит из 20-ти повествований Распе и 8-и Бюргера, тогда как адаптации для детей часть из них не публикуют. В 1956 году вышел новый полный перевод оригинала, выполненный В.С. Вальдман; впоследствии для серии «Литературные памятники» этот перевод был отредактирован А.Н. Макаровым.

## Историческая основа и создание
В основу небылиц, названных «Приключениями барона Мюнхгаузена», легли рассказы реального барона Карла-Фридриха-Иеронима фон Мюнхгаузена, действительно проживавшего в Германии в XVIII веке. Он был военным, с 1737 года служил в Российской империи, участвовал в русско-турецкой войне. В июле-августе 1737 Мюнхгаузен участвовал в осаде и штурме Очакова под командованием фельдмаршала герцога Миниха. В 1738 году барон участвовал в турецкой кампании, в 1739 вступил в чине корнета в Брауншвейгский кирасирский полк, командиром которого был герцог Гольштейн-Готторпский (c 31 января 1742 — кирасирский Его Королевского Высочества Герцога Гольштейн-Готторпского полк).
Вернувшись в своё поместье в Германии, службу в России он не продолжал, из-за чего в 1754 году был отчислен как военный, самовольно покинувший службу. Мюнхгаузен вскоре стал известен как остроумный рассказчик охотничьих анекдотов. Впоследствии в Нижней Саксонии эти анекдоты начали распространяться как устные предания и анонимные издания о приключениях барона М-г-з-н. В 1761 году граф Рохус Фридрих Линар опубликовал три истории, которые он мог услышать в Дарене, где жила сестра Мюнхгаузена, Анна фон Фридаг. В 1781 году появилась «Мюнхгаузиада», автор которой остался неизвестным. Все рассказы в этом издании были связаны одной сюжетной линией — путешествием барона в Константинополь.
Немецкий геолог Рудольф Эрих Распе из-за кражи драгоценностей бежал в 1775 году в Англию. Там он обработал известные ему истории о бароне Мюнхгаузене и издал их в 1781 и 1783 годах под названием «Путеводитель для весёлых людей», а в 1785 объединил ранее изданные части в единое произведение. Сочинение под названием «Приключения барона Мюнхгаузена» появилось в 1786 году. При этом некоторых эпизодов «Мюнхгаузиады» (например, полёт на ядре) в книге Распе не было, так как он решил, что они будут не интересны английским читателям. Их добавил немецкий поэт Готтфрид Август Бюргер, который также обработал истории в художественной манере и перевёл их на немецкий язык в 1776—1779 годах. В 1787 году Бюргер добавил эти истории к варианту Распе и разделил книгу на три части: о приключениях барона в России, морских приключениях и путешествиях по миру. Также Бюргер добавил в уже имеющиеся истории новые высказывания и предложения, усиливающие или развивающие мысли, заложенные в них. Кроме того, изменениям подвергся сам образ Мюнхгаузена; из простого хвастуна и враля, каким он был у Распе, он стал более глубоким персонажем, «человеком, использующим фантастику для преобразования серой обывательской действительности в необыкновенный мир». Версия Бюргера считается классической, именно она завершила формирование образа Мюнхгаузена как литературного персонажа.

## Содержание

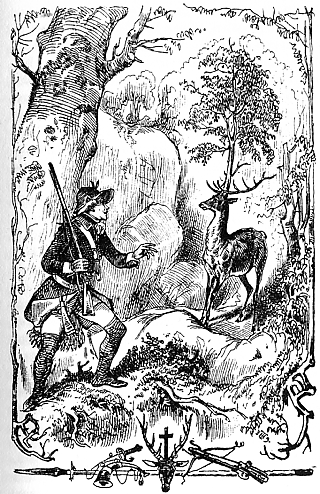
Мюнхгаузен и удивительный олень

Первоначальная книга Рудольфа Эриха Распе «Приключения барона Мюнхгаузена» состоит из 20 рассказов.
1. Барон Мюнхгаузен рассказывает, как путешествовал на Цейлон и оказался там между львом и крокодилом. Спасся он, заставив обоих животных прыгнуть друг на друга, из-за чего крокодил проглотил льва и задохнулся.
2. Во время путешествия по России барон теряет свою лошадь, оказавшуюся на колокольне, вместо неё запрягает в сани волка.
3. Барон убивает 50 уток одним выстрелом, ловит ещё многих с помощью веревки, заставляет лису выскочить из шкуры, выходит из леса благодаря слепой дикой свинье и одолевает огромного кабана. Также он высекает искры из глаз.
4. Мюнхгаузен встречает оленя, из головы которого росло вишневое дерево, необычным способом убивает медведя, а его шуба, укушенная бешеным волком, взбесилась.
5. Собака барона рождает щенков, преследуя восьминогого зайца.
6. Мюнхгаузен оказался в турецком плену, где его поставили пасти пчёл султана. Барон спасает пчёл от медведей и случайно закидывает топор на Луну, куда забирается по бобовому стеблю и спускается на веревке.
7. Во время плавания в Северную Америку барон сталкивается с огромным китом, а его голова проваливается в живот. Также он закрывает пробоину своим задом.
8. Барона проглатывает огромная рыба, откуда его потом освобождают итальянские рыбаки.
9. Будучи в Константинополе, Мюнхгаузен спасает учёного из неуправляемого воздушного шара.
10. Барон освобождает город от осады, самостоятельно уничтожив все пушки, необычным образом пробуждает старую женщину и спасает английских шпионов.
11. Мюнхгаузен рассказывает о своих славных предках.
12. Барон переносит целый замок с помощью огромного воздушного шара.
13. Мюнхгаузен удивительным образом убивает двух белых медведей, а затем уничтожает их тысячу, надев медвежью шкуру.
14. Барон описывает самую большую в мире пушку и убегает из турецкого плена.
15. Барон открывает неизвестные ранее огромные скалы и гигантских морских животных.
16. Барон даёт совет как сделать крылья.
17. Барон выигрывает тысячу гиней с помощью обоняния своей собаки.
18. Шторм забрасывает Мюнхгаузена на Луну, где он встречает необычных существ и тамошний народ (эта история почти повторяет эпизод о путешествии на Луну из «Правдивой истории» Лукиана).
19. В Англии барон засыпает в пушке, которая выстреливает. Мюнхгаузен выживает и нечаянно наказывает скрягу.
20. Барон попадает на остров сыра, окружённый морем молока и спасается от огромной рыбы (повторяет часть «Правдивой истории»).

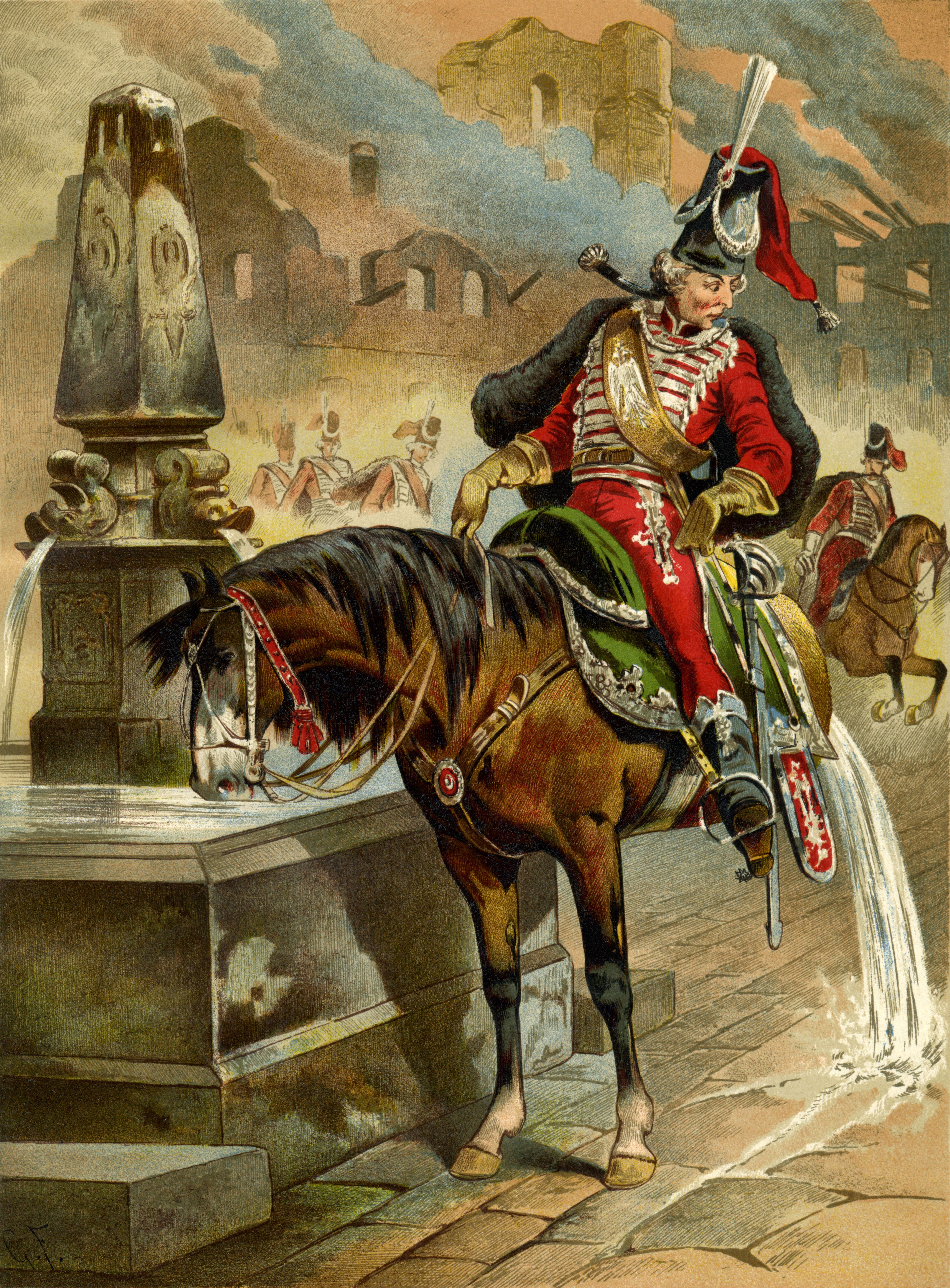
Мюнхгаузен и половина лошади

Готфрид Август Бюргер добавил ещё 8 историй, в том числе историю, основанную на немецкой легенде «Семеро удивительных слуг»:
1. Мюнхгаузен встречает пятерых мужчин с необычными способностями: один очень быстро бегает, другой очень хорошо слышит, ещё один дуновением создает бурю, другой далеко видит и метко стреляет, а последний невероятный силач. Барон заключает с султаном пари, что должен доставить за час лучшее в мире вино, иначе барона казнят. Трое товарищей Мюнхгаузена выполняют поручения и барон выигрывает пари. После этого султан позволяет взять столько золота, сколько может поднять один человек, и четвёртый товарищ уносит всю казну. Султан посылает вдогонку войско, которое человек, наделенный могучим дыханием, отбрасывает назад.
2. Барон заскакивает на стол верхом на коне, не разбив ни одной детали сервиза.
3. Его лошадь рассекают пополам, что не мешает ей пить воду.
4. Барон летает верхом на пушечном ядре в турецкий лагерь и возвращается обратно на другом ядре.
5. Барон ловит медведя, заставив его проглотить намазанную мёдом оглоблю.
6. Мюнхгаузен рассказывает, как слушал весной в лесу оттаявшие звуки охотничьего рога.
7. Ему пришлось нести на спине карету, а под мышками лошадей.
8. Барон попадает в бурю на острове, где произрастают огуречные деревья.

## Продолжение
В 1792 было издано продолжение приключений барона Мюнхгаузена. Эта книга является сатирой на путешествия Джеймса Брюса и содержит истории, написанные рядом авторов.
1. Мюнхгаузен уверяет в правдивости предыдущих повествований и планирует путешествия в Африку.
2. Барон отправляется в Африку и описывает свою необычную карету, предназначенную для этого.
3. Он посещает исторические места, ломает карету и разбивает пополам целую скалу.
4. Барон ремонтирует карету, попадает в аварию и встречает темнокожих рабовладельцев, которые держат в рабстве белых, увозя их в холодную северную страну.
5. Ему удается отыскать товарищей и самостоятельно убить множество львов.
6. Экспедиция встречает потомков лунных жителей, барон описывает их странные обычаи.
7. Барон произносит для местных жителей поразительную речь.
8. Он побуждает местных жителей построить мост в Англию и возвращается туда.
9. Мюнхгаузен встречает Дон Кихота и даёт отпор врагам.
10. Колосс Родосский приходит в Англию, чтобы поздравить барона.
11. Барон с Дон Кихотом оказывается на суде, а затем отправляется в Америку и встречает летучий остров.
12. Мюнхгаузен попадает в плен к индейцам, после чего добирается до России.
13. Барон мирит турок с русскими и убивает в поединке тирана.
14. Барон разгоняет французское правительство, спасает королевскую семью и возвращается в Англию.

## Экранизации
- Галлюцинации барона Мюнхгаузена (фр. Les Hallucinations du baron de Münchhausen, 1911) — короткометражный фильм Жоржа Мельеса
- Похождения Мюнхгаузена (1929) — рисованный анимационный фильм
- Барон Хвастун (чеш. Baron Prášil, 1940)
- Мюнхгаузен (нем. Münchhausen, 1943)
- Приключения барона Мюнхгаузена (1944) (нем. Die Abenteuer von Baron Münchhausen) - короткометражный рисованный анимационный фильм
- Барон Мюнхгаузен (чеш. Baron Prášil, 1961) — фильм с элементами анимации
- Приключения барона Мюнхаузена (1967) — кукольный анимационный фильм
- Новые приключения барона Мюнхгаузена (1972)
- Приключения Мюнхаузена (1973—1995) — рисованный анимационный сериал
- Тот самый Мюнхгаузен (1979)
- Фантастические приключения легендарного барона Мюнхгузена (фр. Les Fabuleuses aventures du legendaire Baron de Munchausen, 1979) — рисованный анимационный фильм
- Тайна жителей Луны (фр. Le Secret des Sélénites, 1982)
- Приключения барона Мюнхгаузена (англ. The Adventures of Baron Munchausen, 1988)
- Мюнхгаузен в России (2006) — короткометражный рисованный анимационный фильм
- Новые, никому неизвестные приключения барона Мюнхгаузена (2007)
- Барон Мюнхгаузен (нем. Baron Münchhausen, 2012)